# Leucophlebia emittens
Leucophlebia emittens är en fjärilsart som beskrevs av Walker 1866. Leucophlebia emittens ingår i släktet Leucophlebia och familjen svärmare. Inga underarter finns listade i Catalogue of Life.